# ویرجینیا کارتلی
ویرجینیا کارتلی (به انگلیسی: Virginia Kirtley) (زاده ۱۱ نوامبر ۱۸۸۸ - درگذشت ۱۹ اوت ۱۹۵۶) یک بازیگر آمریکایی در دوران سینمای صامت بود.

## فیلم‌شناسی
- قهرمان جدید میبل (۱۹۱۳)
- شغل پرماجرای میبل (۱۹۱۳)
- امرار معاش (۱۹۱۴)
- فیلم جانی (۱۹۱۴)
- در چنگال تبهکاران (۱۹۱۴)
- اشتباه یک لاس‌زن (۱۹۱۴)